# Näshår

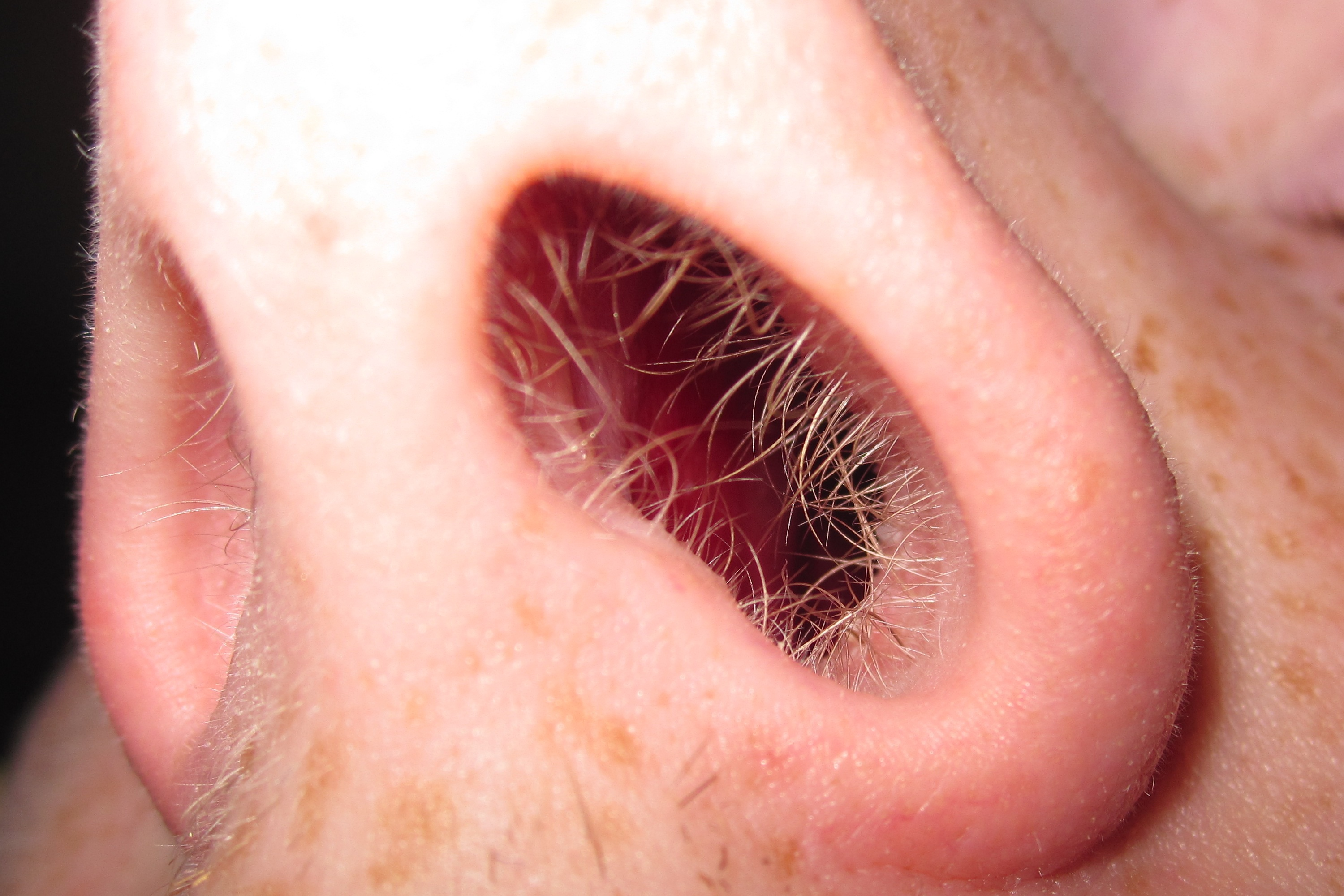
Näshår på en människa.

Näshår (lat. vibrassae) är små hårstrån i näsborrarna. Deras uppgift är huvudsakligen att agera som ett luftfilter för smuts och damm, så att det inte hamnar i luftvägarna. De hjälper också till att bibehålla fuktigheten i näsan genom att fukten fastnar i näshåret vid utandning, och återanvänds vid nedfuktning av inandad luft.
I vissa kulturer kan utstående hår från näsan anses oattraktivt. När näshår rycks ut skapas smärta och ibland nysreflexer. Därför har det utvecklats ett antal olika verktyg för att underlätta trimning, bland annat tillsatsdelar till rakapparater.